# 飛騨高山藩
飛騨高山藩（ひだたかやまはん）は、飛騨国を領有した藩。藩庁を高山城（現在の岐阜県高山市城山）に置いた。単に高山藩ともいう。

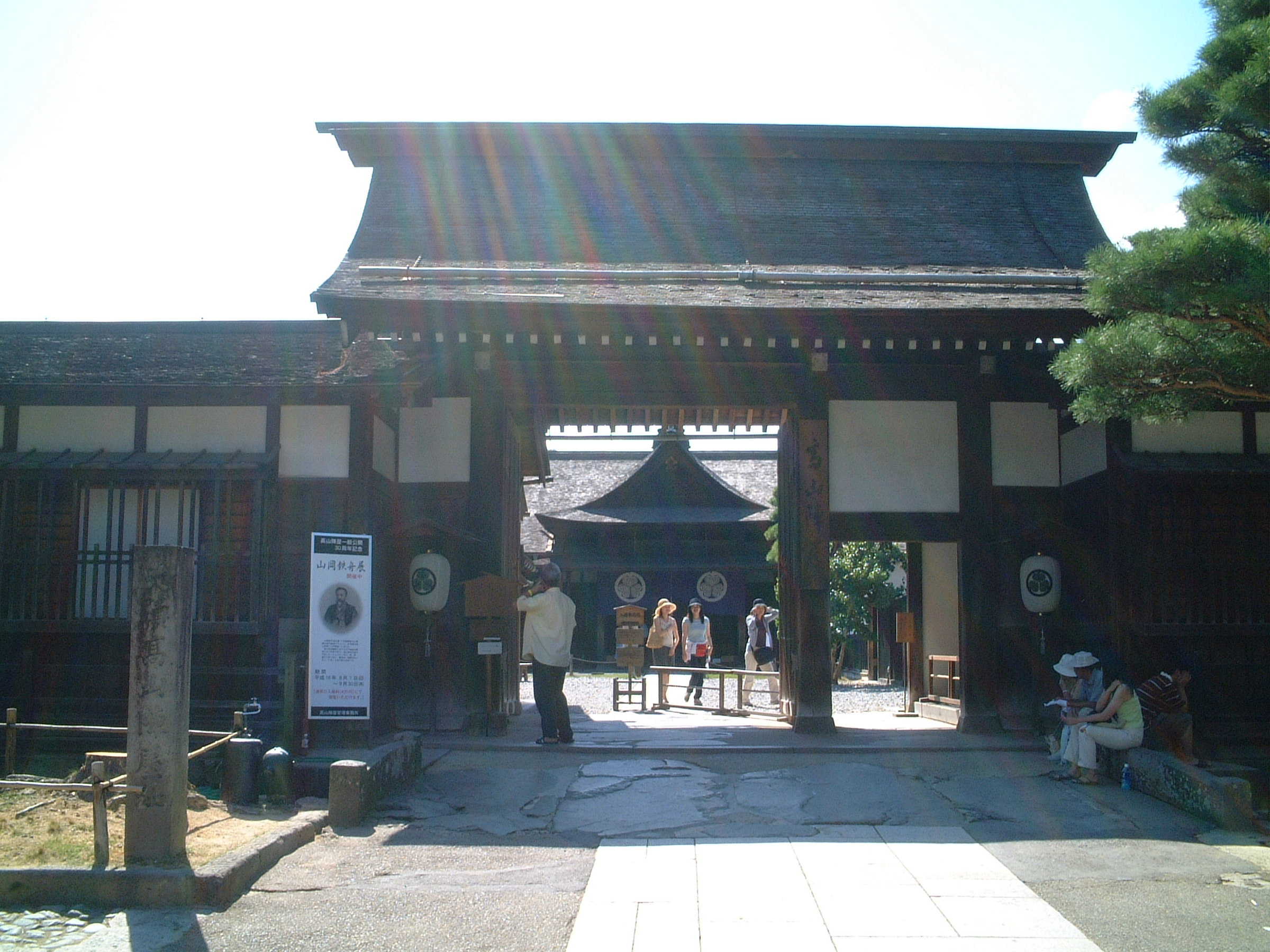
高山陣屋

## 略史

### 金森家の統治
三木氏・姉小路氏ら旧飛騨国国司らの攻略に活躍した金森長近が、天正14年（1586年）に国主として入府する。天正16年（1588年）より高山城の築城を行い、慶長5年（1600年）までには本丸、二の丸を完成させていた。関ヶ原の戦いで東軍についた長近の功により、美濃国上有知（こうづち、現在の岐阜県美濃市）1万8,000石、河内国金田（かなた、現在の大阪府堺市北区金岡町）3,000石を加増され、ここに飛騨高山藩の初代藩主となる。
慶長12年（1607年）に長近が死去すると、家督と飛騨高山藩領は養子の金森可重が継ぎ、上有知藩は晩年に生まれた実子の金森長光が継いだ。高山藩政は第3代藩主・重頼の時代に検地が行なわれるなどして確立した。このように金森家の統治は6代107年間続いた。
元禄5年（1692年）7月28日に第6代藩主金森頼旹の代に突然出羽国上山藩（現在の山形県上山市）に移封となる。これは飛騨高山の豊富な資源（金・銀・銅・木材等）に幕府が目をつけたとの説と、外様大名ながら当時幕府の側用人に抜擢されていた頼旹に不手際があったとの説等があるが、この後、飛騨高山は幕府領となって明治時代に至ることもあり、前者の信憑性が高い。

### 幕府領時代
幕府領となった飛騨高山には代官として関東郡代の伊奈忠篤が兼任で入り、加賀金沢藩主の前田綱紀が高山城在番となった。高山城の維持が難しくなった幕府は元禄8年（1695年）に取り壊しを決め、それ以後飛騨高山代官・郡代は金森家の下屋敷であった高山陣屋にて政務を行った（ただし、高山陣屋在勤制の成立は長谷川忠崇が代官であった元文3年（1738年）とする説もある）。
正徳5年（1715年）森山実道が専任の代官に任じられたが、安永6年（1777年）に代官の大原紹正が飛騨一国の検地に成功した功績を高く評価されて、飛騨郡代に任命された（なお、紹正への評価の高さは、一代のみとは言え嫡子正純への郡代世襲が許されている点からもうかがえる）。
飛騨郡代は役高400俵で布衣着用が許され、代官としては関東・美濃・西国筋に次ぐ第4位の序列だった。後に白山一帯の幕府領及び美濃国・加賀国・越前国に散在する幕府領の支配も任され、越前本保（現在の福井県越前市）・美濃下川辺（現在の岐阜県川辺町）に出張所が置かれていた。文化2年（1805年）には10万8千石、天保9年（1838年）には11万4千石を支配していた。安政5年（1858年）の史料では郡代支配の属僚が24名、旧金森氏遺臣などからなる世襲の地役人が49名いたとある。幕末の新見正功に至るまで25人の代官が飛騨を支配した。なおこの高山陣屋は江戸時代の陣屋の中で唯一現存しており、保存・修復工事を行って国の史跡に指定されている。明治維新に至るまで、25代177年間のうち、14代92年が飛騨郡代の支配であった。
明治元年（1868年）、飛騨は明治政府によって収公され、飛騨県、高山県、筑摩県を経て岐阜県に編入された。

## 領地
長近は関ヶ原の合戦の後に領した美濃国上有知（現・岐阜県美濃市）の長良川畔に、物資輸送の玄関口として上有知湊を整備した。袋坂峠（現・下呂市金山町）を通り、菅田－金山－飛騨街道へ合流する津保街道も整備し、製紙と養蚕業、林業を育成。長良川下流への舟運の拠点として栄えた。上有知藩は長近の子の長光の領地となったが幼くして没したため、その後、幕府領を経て尾張藩領となった。

## 歴代藩主

### 金森家
外様 3万8千石 （1586年 - 1692年）
1. 長近（ながちか）
2. 可重（よししげ）
3. 重頼（しげより）〔御小姓〕
4. 頼直（よりなお）
5. 頼業（よりなり）
6. 頼旹（よりとき）〔奥詰・側用人〕

### 幕府領
（1693年 - 1871年）